# Кингстон (Џорџија)
Кингстон (енгл. Kingston) град је у америчкој савезној држави Џорџија. По попису становништва из 2010. у њему је живело 637 становника.

## Демографија
Према попису становништва из 2010. у граду је живело 637 становника, што је 22 (3,3%) становника мање него 2000. године.
| Група             | 2000.       | 2010.       |
| Белци             | 450 (68,3%) | 428 (67,2%) |
| Афроамериканци    | 195 (29,6%) | 190 (29,8%) |
| Азијати           | 0 (0,0%)    | 3 (0,5%)    |
| Хиспаноамериканци | 10 (1,5%)   | 4 (0,6%)    |
| Укупно            | 659         | 637         |